# Костел Святого Йосипа Обручника (Підлісний Мукарів)
Костел святого Йосипа Обручника (Підлісний Мукарів) — кам'яний римо-католицький храм у стилі пізньої неоготики побудований в середині XIX століття в селі Підлісний Мукарів Хмельницької області, Україна. Костел названий на честь чоловіка діви Марії — Йосипа Обручника.

## Історія
Перший дерев'яний костел був збудований коштом подільського підсудка Андрія Гурського (Горського) у 1613 році. Король Речі Посполитої Сигізмунд III 12 серпня 1613 року обдарував його привілеями та оснащенням. Але вже в кінці XVII століття храм зазнає руйнувань від турків.
Новий костьол звели в 1760 році, який також був із деревини. Він проіснував майже 100 років, аж до початку зведення нового кам'яного храму.
У 1859 році за ініціативи священника Базилія Шаха на кошти прихожан було розпочато будівництво нового мурованого костела святого Йосипа Обручника з тесаного каміння, спорудження якого закінчилося лише через 13 років в 1872 році. Його було виконано у вишуканому стилі пізньої неоготики і освячено у 1886 році Луцько-Житомирським єпископом К. Любовідзьким. На початку XX століття у костела святого Йосипа Обручника було понад 400 прихожан. Після приходу радянської влади в Україну почалася боротьба проти церкви через атеїстичні погляди більшовиків, і храм було зачинено у 1933 році. Під час Другої світової війни, коли Німеччина окупувала землі України, костел відновив свою роботу. Вдруге костьол зачинила радянська влада у 1962 році і використовувала його як склад, а потім як сільський музей. Богослужіння в храмі поновилися тільки в 1989 році. Пізніше в 1991—1992 роках архітектурним відділом Дунаєвецького району був розроблений і втілений у життя план реконструкції храму та зведення поряд дзвіниці. Також у 1989—1992 роках костел поштукатурили, а львівські художники під керівництвом Романа Довганика розписали його. Орган, який знаходився протягом всього часу у костьолі, значно зіпсувався під плином часу, і в 1991 році за сприяння настоятеля костелу Юзефа Чопа і львівського органіста Віталія Півнова було проведено відновлення органа чехословацькою фірмою «Rieger-Kloss». Стефан Адамський зі своїми львівськими колегами виготовили вівтар, сповідниці та рами Хресної дороги. Ще було побудовано парафіяльний і катехитичний будинок. Вдруге освячений храм був єпископом Яном Ольшанським у 1992 році.
Сьогодні костел святого Йосипа Обручника є діючим і у ньому на вихідні проводяться богослужіння. Обслуговування парафії здійснюється дієцезіальними священниками.

## Галерея

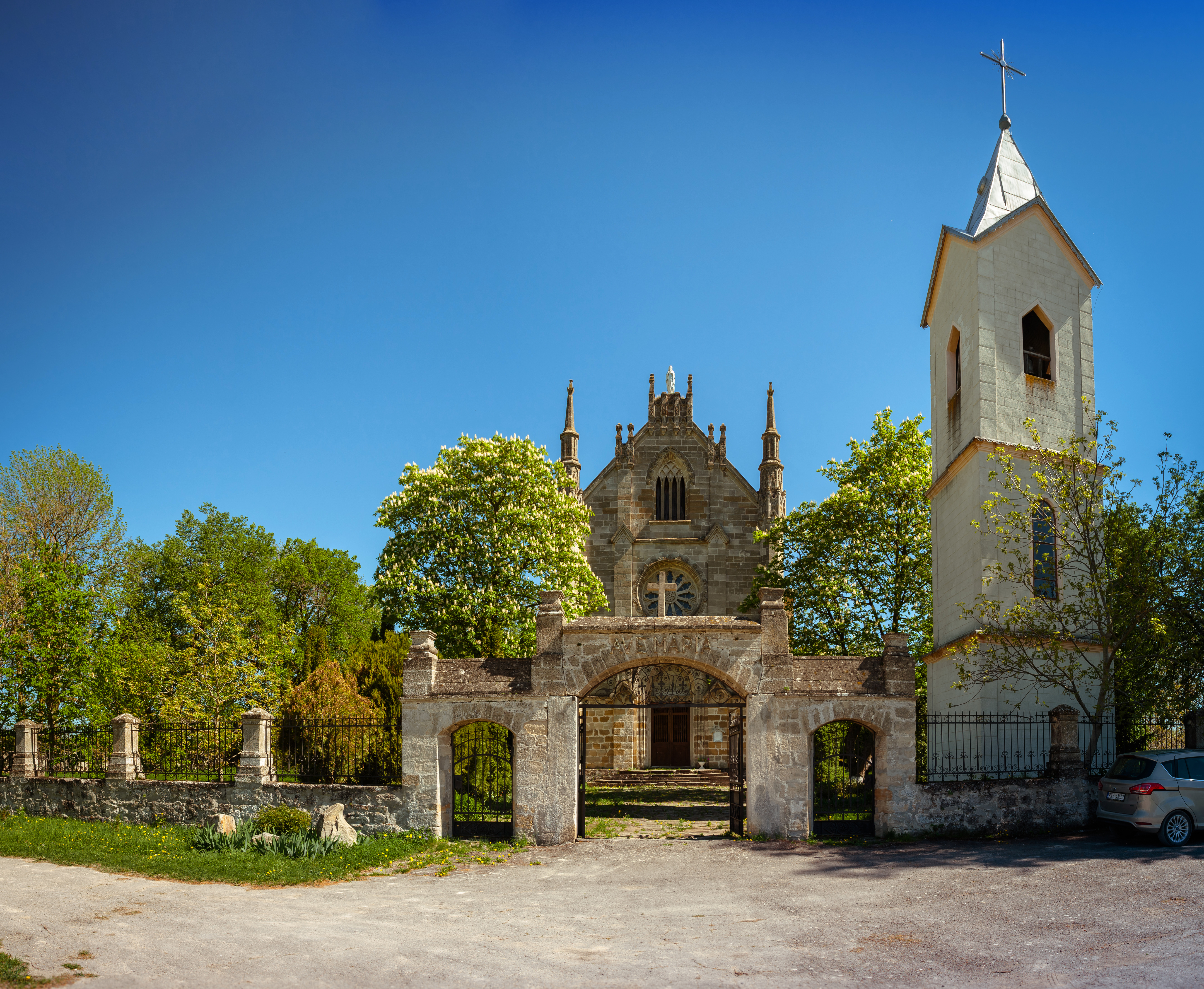
Панорама костелу
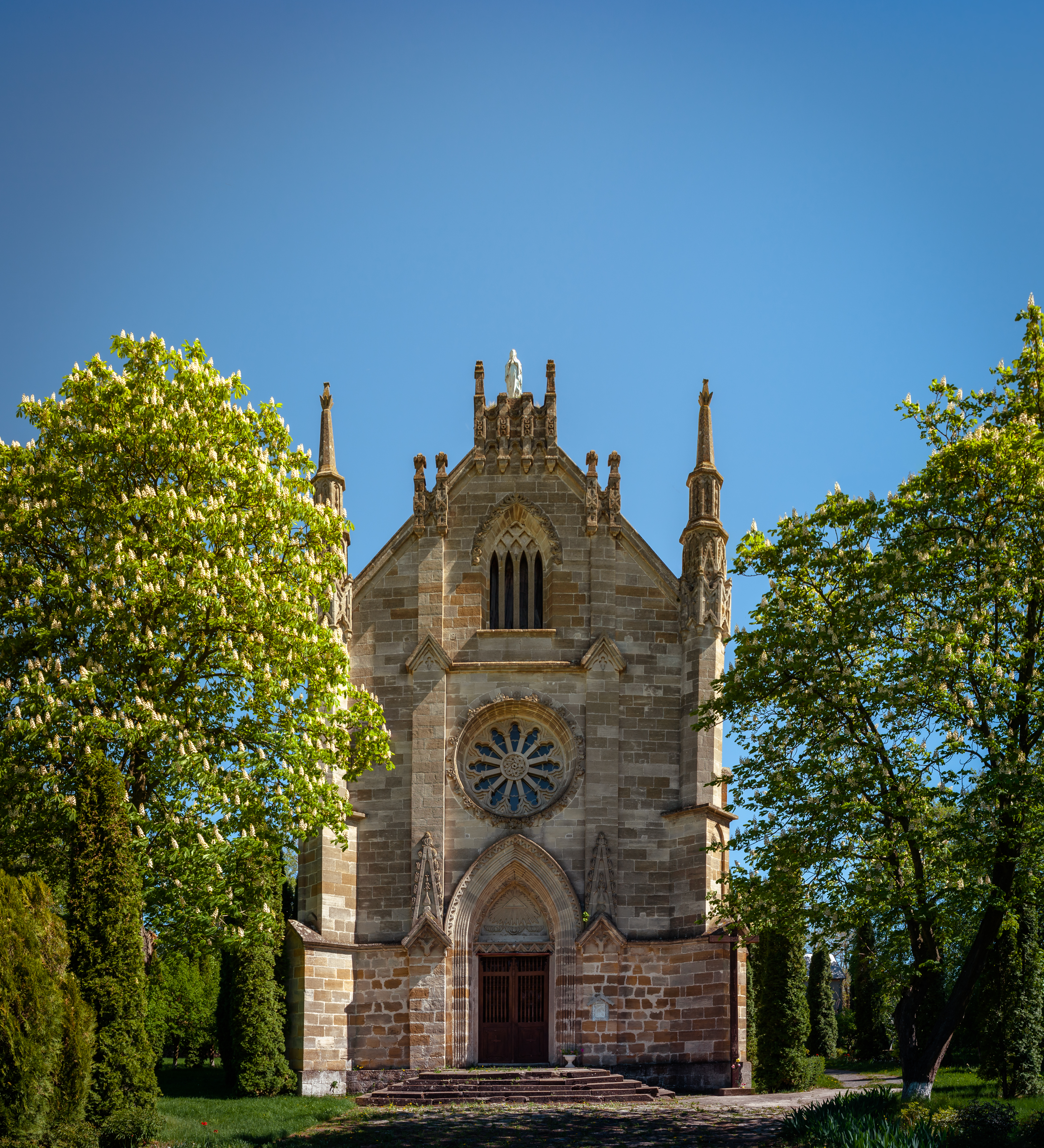
Головний вхід
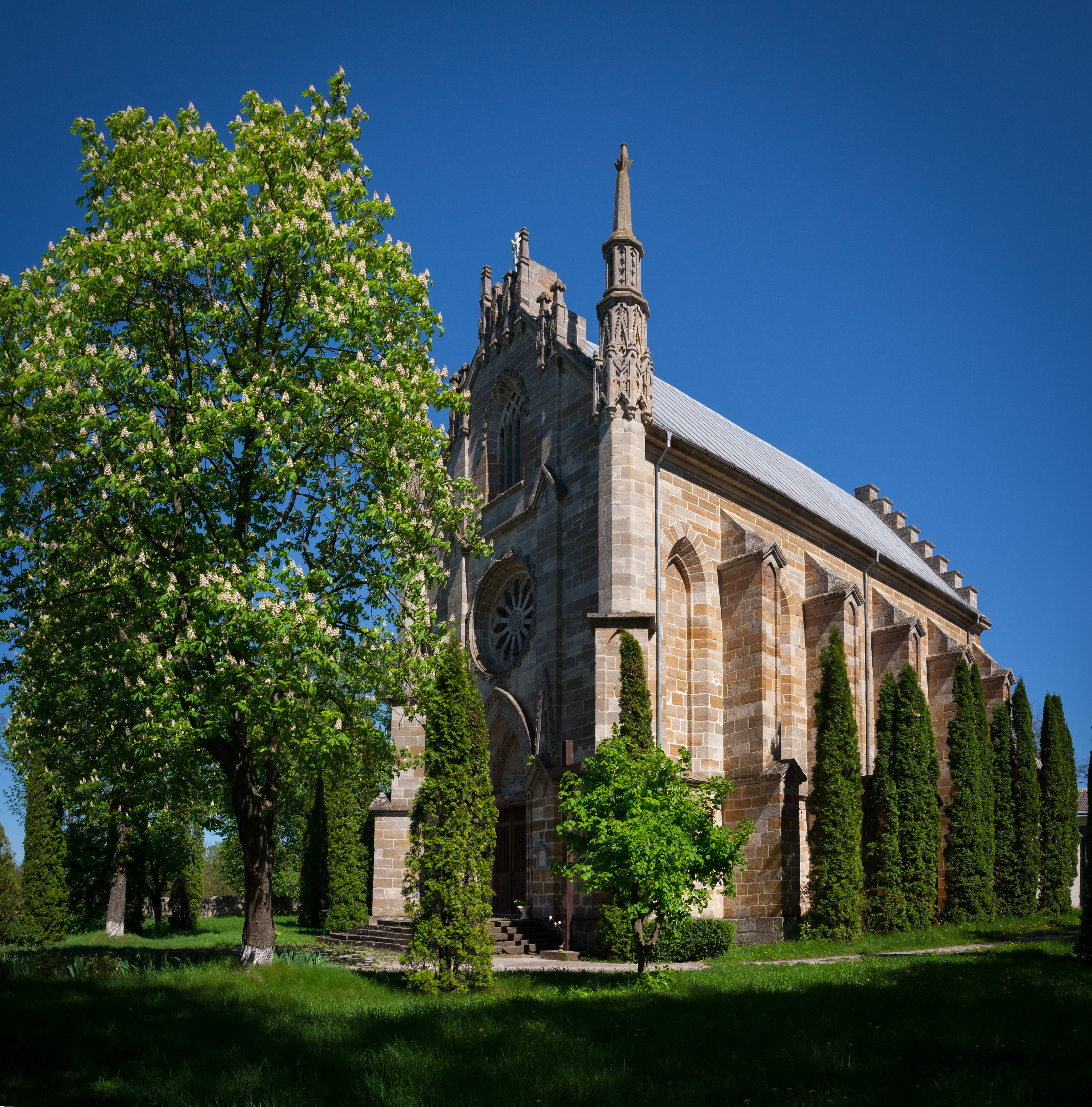
Костел збоку
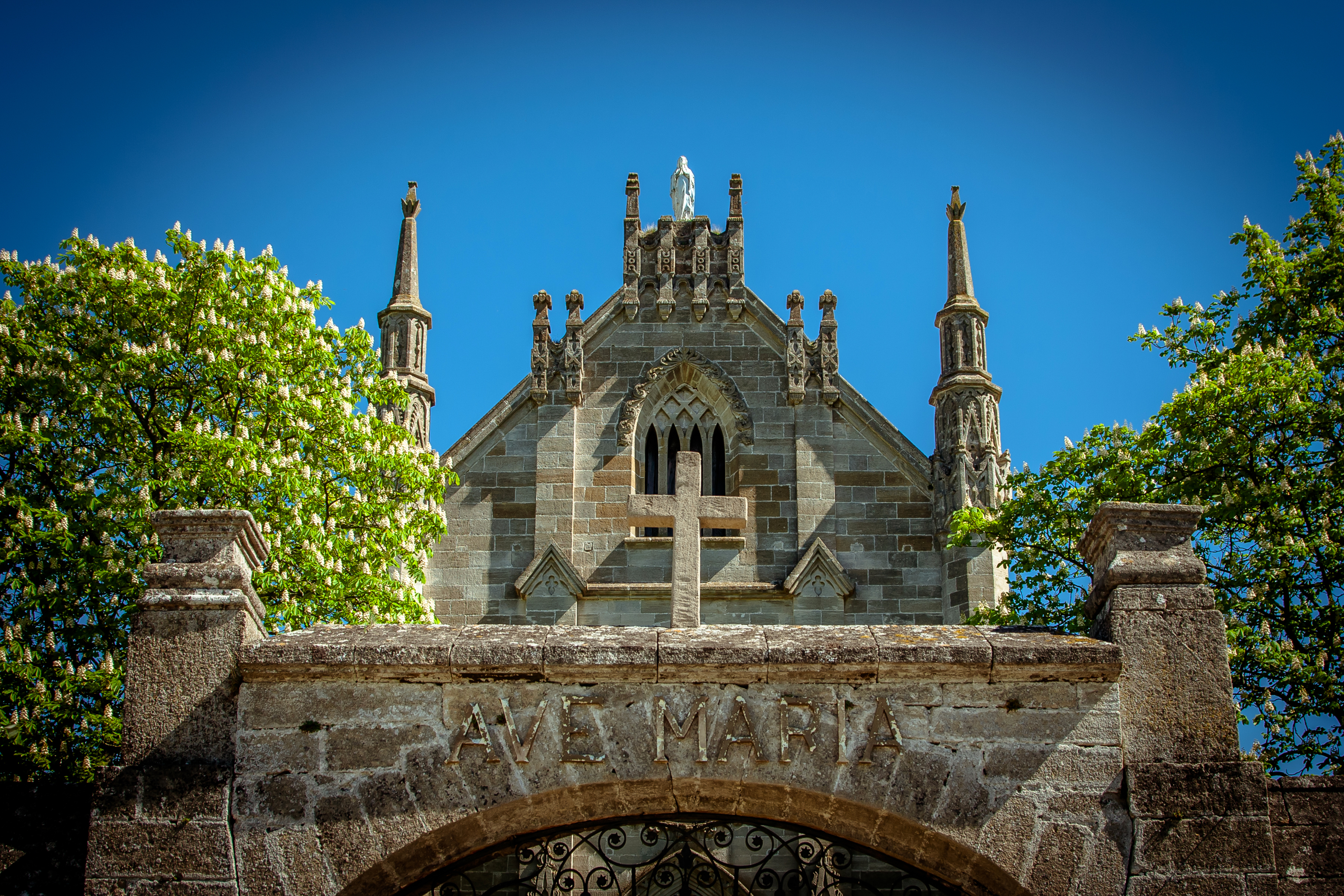
Напис на вході «Ave Maria»
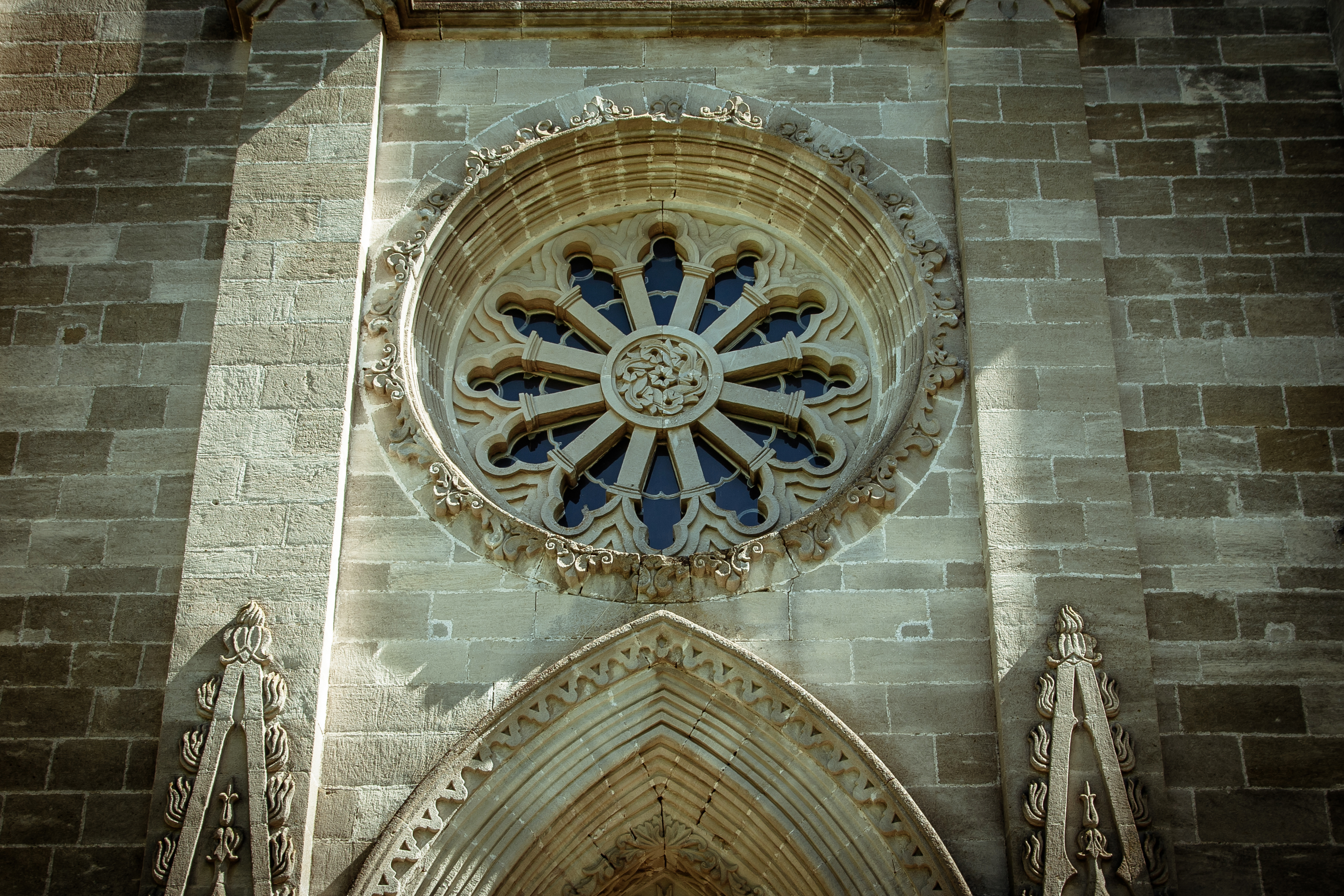
Вітраж
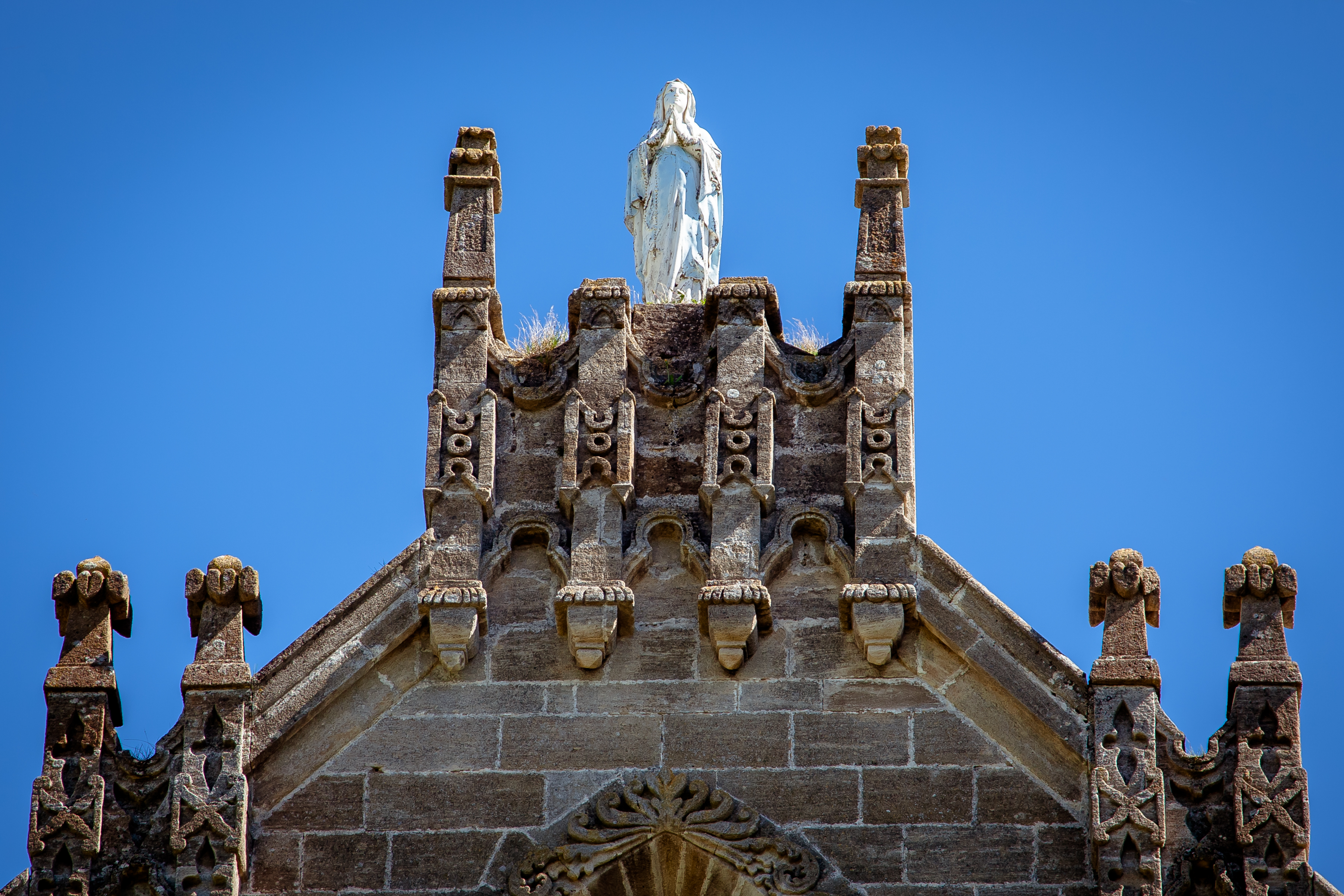
Діва Марія на верхівці костьолу